# Liste der olympischen Medaillengewinner aus Schweden/D–I
Bislang errangen schwedische Sportler insgesamt 690 olympische Medaillen (216 × Gold, 232 × Silber und 242 × Bronze). 
Zurück zur Liste der olympischen Medaillengewinner aus Schweden
- Medaillengewinner A bis C
- Medaillengewinner J bis L
- Medaillengewinner M bis R
- Medaillengewinner S bis Ö

## Medaillengewinner

### D
- Andreas Dackell – Eishockey (1-0-0)
Lillehammer 1994: Gold, Männer
- Albin Dahl – Fußball (0-0-1)
Paris 1924: Bronze, Männer
- Herman Dahlbäck – Rudern (0-1-0)
Stockholm 1912: Silber, Vierer ohne Steuermann (Dollengigs)
- Anna Dahlberg – Skilanglauf (1-0-0)
Turin 2006: Gold, Teamsprint Frauen
- Anton Dahlberg – Segeln (0-1-1)
Tokio 2020: Silber, 470er Männer
Paris 2024: Bronze, 470er Mixed
- Håkan Dahlby – Schießen (0-1-0)
London 2012: Silber, Doppeltrap Männer
- Maja Dahlqvist – Skilanglauf (0-2-1)
Peking 2022: Silber, Sprint Frauen
Peking 2022: Silber, Teamsprint Frauen
Peking 2022: Bronze, 4 × 5-km-Staffel Frauen
- Lisa Dahlkvist – Fußball (0-1-0)
Rio de Janeiro 2016: Silber, Frauen
- Rudolf Degermark – Turnen (1-0-0)
London 1908: Gold, Teammehrkampf Männer
- Almida de Val – Curling (0-0-1)
Peking 2022: Bronze, Mixed-Doppel
- Dalibor Doder – Handball (0-1-0)
London 2012: Silber, Männer
- Mattias Zachrisson – Handball (0-1-0)
London 2012: Silber, Männer
- Hans Drakenberg – Fechten (0-1-0)
Berlin 1936: Silber, Degen Team Männer
- Christian Due-Boje – Eishockey (1-0-0)
Lillehammer 1994: Gold, Männer
- Armand Duplantis – Leichtathletik (2-0-0)
Tokio 2020: Gold, Stabhochsprung Männer
Paris 2024: Gold, Stabhochsprung Männer
- Gustaf Dyrsch – Reiten (1-0-0)
Antwerpen 1920: Gold, Vielseitigkeit Team
- Gustaf Dyrssen – Moderner Fünfkampf, Fechten (1-2-0)
Antwerpen 1920: Gold, Moderner Fünfkampf Männer
Paris 1924: Silber, Moderner Fünfkampf Männer
Berlin 1936: Silber, Degen Team Männer

### E
- Henrik von Eckermann – Reiten (1-0-0)
Tokio 2020: Gold, Springreiten Team
- Stefan Edberg – Tennis (0-0-2)
Seoul 1988: Bronze, Einzel Männer
Seoul 1988: Bronze, Doppel Männer
- Niklas Edin – Curling (1-0-1)
Sotschi 2014: Bronze, Männer
Peking 2022: Gold, Männer
- Alexander Edler – Eishockey (0-1-0)
Sotschi 2014: Silber, Männer
- Rolf Edling – Fechten (1-0-0)
Montreal 1976: Gold, Degen Team Männer
- Johan Edman – Tauziehen (1-0-0)
Stockholm 1912: Gold, Männer
- Jonas Edman – Schießen (1-0-0)
Sydney 2000: Gold, Kleinkaliber liegend Männer
- Ann-Louise Edstrand – Eishockey (0-1-1)
Salt Lake City 2002: Bronze, Frauen
Turin 2006: Silber, Frauen
- Sonja Edström – Skilanglauf (1-0-2)
Cortina d’Ampezzo 1956: Bronze, 3 × 5-km-Staffel Frauen
Cortina d’Ampezzo 1956: Bronze, 10 km Frauen
Squaw Valley 1960: Gold, 3 × 5-km-Staffel Frauen
- Claes Egnell – Moderner Fünfkampf (0-1-0)
Helsinki 1952: Silber, Team Männer
- Niclas Ekberg – Handball (0-1-0)
London 2012: Silber, Männer
- Axel Ekblom – Schießen (0-0-1)
Paris 1924: Bronze, Laufender Hirsch Doppelschuss Team Männer
- Kim Ekdahl Du Rietz – Handball (0-1-0)
London 2012: Silber, Männer
- Lennart Ekdahl – Segeln (0-0-1)
Berlin 1936: Bronze, 6-Meter-Klasse Männer
- John Eke – Tennis (1-0-1)
Stockholm 1912: Gold, Querfeldeinlauf Team Männer
Stockholm 1912: Bronze, Querfeldeinlauf Männer
- Bo Ekelund – Leichtathletik (0-0-1)
Antwerpen 1920: Bronze, Hochsprung Männer
- Per-Erik Eklund – Eishockey (0-0-1)
Sarajevo 1984: Bronze, Männer
- Thom Eklund – Eishockey (0-0-2)
Sarajevo 1984: Bronze, Männer
Calgary 1988: Bronze, Männer
- Hilding Ekman – Leichtathletik (0-0-1)
Antwerpen 1920: Bronze, Querfeldeinlauf Team Männer
- Anders Ekström – Segeln (0-0-1)
Peking 2008: Silber, Star Männer
- Anders Eldebrink – Eishockey (0-0-1)
Calgary 1988: Bronze, Männer
- Kenth Eldebrink – Leichtathletik (0-0-1)
Los Angeles 1984: Bronze, Speerwurf Männer
- Joa Elfsberg – Eishockey (0-1-1)
Salt Lake City 2002: Bronze, Frauen
Turin 2006: Silber, Frauen
- Emma Eliasson – Eishockey (0-1-0)
Turin 2006: Silber, Frauen
- Erik Elmsäter – Leichtathletik (0-1-0)
London 1948: Silber, 3000 m Hindernis Männer
- Per Elofsson – Skilanglauf (0-0-1)
Salt Lake City 2002: Bronze, 20 km Verfolgung Männer
- Nils Engdahl – Leichtathletik (0-1-1)
Antwerpen 1920: Bronze, 400 m Männer
Paris 1924: Silber, 4 × 400-m-Staffel Männer
- Nils-Joel Englund – Skilanglauf (0-0-1)
Garmisch-Partenkirchen 1936: Bronze, 50 km Männer
- Ludmila Engquist – Leichtathletik (1-0-0)
Atlanta 1996: Gold, 100 m Hürden Frauen
- Jhonas Enroth – Eishockey (0-1-0)
Sotschi 2014: Silber, Männer
- Bo Ericsson – Eishockey (0-0-1)
Sarajevo 1984: Bronze, Männer
- Filip Ericsson – Segeln (1-0-0)
Stockholm 1912: Gold, 10-Meter-Klasse Männer
- Gideon Ericsson – Schießen (0-0-1)
Stockholm 1912: Bronze, Kleinkaliber (verschwindendes Ziel) Männer
- Olle Ericsson – Schießen (0-0-1)
Antwerpen 1920: Bronze, Armeegewehr stehend Team Männer
- Ingela Ericsson – Kanu (0-0-1)
Atlanta 1996: Bronze, Vierer-Kajak 500 m Frauen
- Jimmie Ericsson – Eishockey (0-1-0)
Sotschi 2014: Silber, Männer
- Jonathan Ericsson – Eishockey (0-1-0)
Sotschi 2014: Silber, Männer
- Sigvard Ericsson – Eisschnelllauf (1-1-0)
Cortina d’Ampezzo 1956: Gold, 10.000 m Männer
Cortina d’Ampezzo 1956: Silber, 5000 m Männer
- Sture Ericsson – Turnen (1-0-0)
Antwerpen 1920: Gold, Schwedisches System Männer
- Agneta Eriksson – Schwimmen (0-1-0)
Moskau 1980: Silber, 4 × 100-m-Freistil Frauen
- Anna-Lisa Eriksson – Skilanglauf (0-0-1)
Cortina d’Ampezzo 1956: Bronze, 3 × 5-km-Staffel Frauen
- Bengt Eriksson – Nordische Kombination (0-1-0)
Cortina d’Ampezzo 1956: Silber, Einzel Männer
- Gunnar Eriksson – Skilanglauf (1-0-1)
St. Moritz 1948: Gold, 4 × 10-km-Staffel Männer
St. Moritz 1948: Bronze, 18 km Männer
- Gösta Eriksson – Rudern (0-1-0)
Melbourne 1956: Silber, Vierer mit Steuermann
- Harald Eriksson – Skilanglauf (0-1-0)
St. Moritz 1948: Silber, 50 km Männer
- Henry Eriksson – Leichtathletik (1-0-0)
London 1948: Gold, 1500 m Männer
- Håkan Eriksson – Eishockey (0-0-2)
Lake Placid 1980: Bronze, Männer
Sarajevo 1984: Bronze, Männer
- Jan Eriksson – Eishockey (0-0-1)
Lake Placid 1980: Bronze, Männer
- Lars Eriksson – Eishockey (0-0-2)
Lake Placid 1980: Bronze, Männer
Sarajevo 1984: Bronze, Männer
- Lars-Börje Eriksson – Ski Alpin (0-0-1)
Calgary 1988: Bronze, Super-G Männer
- Loui Eriksson – Eishockey (0-1-0)
Sotschi 2014: Silber, Männer
- Magdalena Eriksson – Fußball (0-2-0)
Rio de Janeiro 2016: Silber, Frauen
Tokio 2020: Silber, Frauen
- Mauritz Eriksson – Schießen (1-1-3)
Stockholm 1912: Gold, Freies Gewehr Team Männer
Stockholm 1912: Bronze, Armeegewehr Team Männer
Antwerpen 1920: Silber, Armeegewehr liegend Männer
Antwerpen 1920: Bronze, Armeegewehr stehend Team Männer
Antwerpen 1920: Bronze, Armeegewehr liegend Team Männer
- Niklas Eriksson – Eishockey (1-0-0)
Lillehammer 1994: Gold, Männer
- Oscar Eriksson – Schießen (0-1-0)
Antwerpen 1920: Silber, Kleinkaliber Team Männer
- Oskar Eriksson – Curling (1-0-2)
Sotschi 2014: Bronze, Männer
Peking 2022: Gold, Männer
Peking 2022: Bronze, Mixed-Doppel
- Peter Eriksson – Eishockey (0-0-1)
Calgary 1988: Bronze, Männer
- Peter Eriksson – Reiten (0-1-0)
Athen 2004: Silber, Springreiten Team
- Thomas Eriksson – Eishockey (0-0-2)
Lake Placid 1980: Bronze, Männer
Calgary 1988: Bronze, Männer
- Tore Eriksson – Biathlon (0-0-1)
Grenoble 1968: Bronze, 4 × 7,5-km-Staffel Männer
- Carl von Essen – Fechten (1-0-0)
Montreal 1976: Gold, Degen Team Männer
- Johan Eurén – Ringen (0-0-1)
London 2012: Bronze, Griechisch-römisch Superschwergewicht Männer
- Gulli Ewerlund – Schwimmen (0-0-1)
Paris 1924: Bronze, 4 × 100-m-Freistil Frauen

### F
- Tage Fahlborg – Kanu (0-0-1)
Berlin 1936: Bronze, Zweier-Kajak 10.000 m Männer
- Sven Fahlman – Fechten (0-1-0)
Helsinki 1952: Silber, Degen Team Männer
- Bengt Fahlkvist – Ringen (0-0-1)
London 1948: Bronze, Halbschwergewicht Freistil Männer
- Jennifer Falk – Fußball (0-1-0)
Tokio 2020: Silber, Frauen
- Ernst Fast – Leichtathletik (0-0-1)
Paris 1900: Bronze, Marathon Männer
- Peppe Femling – Biathlon (1-0-0)
Pyeongchang 2018: Gold, 4 × 7,5-km-Staffel Männer
- Björn Ferm – Moderner Fünfkampf (1-0-0)
Mexiko-Stadt 1968: Gold, Einzel Männer
- Björn Ferry – Biathlon (1-0-0)
Vancouver 2010: Gold, 12,5 km Verfolgung Männer
- Sigrid Fick – Tennis (0-1-1)
Stockholm 1912: Silber, Mixed (Rasen)
Stockholm 1912: Bronze, Mixed (Halle)
- Nilla Fischer – Fußball (0-1-0)
Rio de Janeiro 2016: Silber, Frauen
- Thord Flodqvist – Eishockey (0-0-1)
Oslo 1952: Bronze, Männer
- Göran Flodström – Fechten (1-0-0)
Montreal 1976: Gold, Degen Team Männer
- Bror Fock – Leichtathletik (0-1-0)
Stockholm 1912: Silber, 3000 m Team Männer
- Carl Folcker – Turnen (1-0-0)
London 1908: Gold, Teammehrkampf Männer
- Magdalena Forsberg – Biathlon (0-0-2)
Salt Lake City 2002: Bronze, 7,5 km Sprint Frauen
Salt Lake City: Bronze, 15 km Einzel Frauen
- Peter Forsberg – Eishockey (2-0-0)
Lillehammer 1994: Gold, Männer
Turin 2006: Gold, Männer
- Carl Forssell – Fechten (0-1-1)
London 1948: Bronze, Degen Team Männer
Helsinki 1952: Silber, Degen Team Männer
- Sven Forssman – Turnen (1-0-0)
London 1908: Gold, Teammehrkampf Männer
- Jenny Fransson – Ringen (0-0-1)
Rio de Janeiro 2016: Bronze, Freistil Halbschwergewicht Frauen
- Mathias Franzén – Handball (0-1-0)
Sydney 2000: Silber, Männer
- Peder Fredricson – Reiten (1-3-0)
Athen 2004: Silber, Springreiten Team
Rio de Janeiro 2016: Silber, Springreiten Einzel
Tokio 2020: Gold, Springreiten Team
Tokio 2020: Silber, Springreiten Einzel
- Erik Algot Fredriksson – Tauziehen (1-0-0)
Stockholm 1912: Gold, Männer
- Gert Fredriksson – Kanu (6-1-1)
London 1948: Gold, Einer-Kajak 1000 m Männer
London 1948: Gold, Einer-Kajak 10.000 m Männer
Helsinki 1952: Gold, Einer-Kajak 1000 m Männer
Helsinki 1952: Silber, Einer-Kajak 10.000 m Männer
Melbourne 1956: Gold, Einer-Kajak 1000 m Männer
Melbourne 1956: Gold, Einer-Kajak 10.000 m Männer
Rom 1960: Gold, Zweier-Kajak 1000 m Männer
Rom 1960: Bronze, Einer-Kajak 1000 m Männer
- Mathias Fredriksson – Skilanglauf (0-0-1)
Turin 2006: Bronze, 4 × 10-km-Staffel Männer
- Thobias Fredriksson – Skilanglauf (1-0-1)
Turin 2006: Gold, Teamsprint Männer
Turin 2006: Bronze, Sprint Freistil Männer
- Gustav Freij – Ringen (1-1-1)
London 1948: Gold, Leichtgewicht griechisch-römisch Männer
Helsinki 1952: Silber, Leichtgewicht griechisch-römisch Männer
Rom 1960: Bronze, Leichtgewicht griechisch-römisch Männer
- Sven Friberg – Fußball (0-0-1)
Paris 1924: Bronze, Männer
- Johan Erik Friborg – Radsport (1-0-0)
Stockholm 1912: Gold, Teamfahren Männer
- Knut Fridell – Ringen (1-0-0)
Berlin 1936: Gold, Halbschwergewicht Freistil Männer
- Nils Frykberg – Leichtathletik (0-1-0)
Stockholm 1912: Silber, 3000 m Team Männer
- Martin Frändesjö – Handball (0-2-0)
Atlanta 1996: Silber, Männer
Sydney 2000: Silber, Männer
- Gösta Frändfors – Ringen (0-1-1)
Berlin 1936: Bronze, Federgewicht Freistil Männer
London 1948: Silber, Leichtgewicht Freistil Männer
- Lars Frölander – Schwimmen (1-2-0)
Barcelona 1992: Silber, 4 × 200 m Freistil Männer
Atlanta 1996: Silber, 4 × 200 m Freistil Männer
Sydney 2000: Gold, 100 m Schmetterling Männer
- Folke Frölén – Reiten (1-0-0)
Helsinki 1952: Gold, Vielseitigkeit Team

### G
- Gunnar Gabrielsson – Schießen (0-1-0)
Antwerpen 1920: Silber, Armeerevolver Team Männer
- Per Gedda – Segeln (0-1-0)
Helsinki 1952: Silber, Drachen Männer
- Inga Gentzel – Leichtathletik (0-0-1)
Amsterdam 1928: Bronze, 800 m Frauen
- Peter Gentzel – Handball (0-1-0)
Sydney 2000: Silber, Männer
- Hanna Glas – Fußball (0-1-0)
Tokio 2020: Silber, Frauen
- Lars Glassér – Kanu (0-1-0)
Helsinki 1952: Silber, Zweier-Kajak 1000 m Männer
- Peter Gradin – Eishockey (0-0-1)
Sarajevo 1984: Bronze, Männer
- Gillis Grafström – Eiskunstlauf (3-1-0)
Antwerpen 1920: Gold, Einzel Männer
Amsterdam 1924: Gold, Einzel Männer
Amsterdam 1928: Gold, Einzel Männer
Amsterdam 1932: Silber, Einzel Männer
- Erik Granfelt – Turnen (1-0-0)
London 1908: Gold, Teammehrkampf Männer
- Hans Granfelt – Fechten (0-1-0)
Berlin 1936: Silber, Degen Team Männer
- Nils Granfelt – Turnen (1-0-0)
Stockholm 1912: Gold, Schwedisches System Männer
- Konrad Granström – Turnen (1-0-0)
Antwerpen 1920: Gold, Schwedisches System Männer
- Carl Green – Reiten (0-0-1)
Antwerpen 1920: Bronze, Kunstreiten Team
- Gunnar Gren – Fußball (1-0-0)
London 1948: Gold, Männer
- William Grut – Moderner Fünfkampf (1-0-0)
London 1948: Gold, Einzel Männer
- Axel Grönberg – Ringen (2-0-0)
London 1948: Gold, Mittelgewicht griechisch-römisch Männer
Helsinki 1952: Gold, Mittelgewicht griechisch-römisch Männer
- Max Gumpel – Wasserball (0-1-1)
Stockholm 1912: Silber, Männer
Antwerpen 1920: Bronze, Männer
- Evert Gunnarsson – Rudern (0-1-0)
Melbourne 1956: Silber, Vierer mit Steuermann
- Susanne Gunnarsson – Kanu (1-2-0)
Los Angeles 1984: Silber, Vierer-Kajak 500 m Frauen
Barcelona 1992: Silber, Zweier-Kajak 500 m Frauen
Atlanta 1996: Gold, Zweier-Kajak 500 m Frauen
- Elisabet Gustafson – Curling (0-0-1)
Nagano 1998: Bronze, Frauen
- August Gustafsson – Tauziehen (1-0-0)
Stockholm 1912: Gold, Männer
- Bo Gustafsson – Leichtathletik (0-1-0)
Los Angeles 1984: Silber, 50 km Gehen Männer
- Helge Gustafsson – Turnen (1-0-0)
Antwerpen 1920: Gold, Schwedisches System Männer
- Janne Gustafsson – Schießen (0-1-0)
London 1908: Silber, Freies Gewehr Dreistellungskampf Team Männer
- Karl Gustafsson – Fußball (0-0-1)
Paris 1924: Bronze, Männer
- Mattias Gustafsson – Handball (0-1-0)
London 2012: Silber, Männer
- Tina Gustafsson – Schwimmen (0-1-0)
Moskau 1980: Silber, 4 × 100-m-Freistil Frauen
- Toini Gustafsson – Skilanglauf (2-2-0)
Innsbruck 1964: Silber, 3 × 5-km-Staffel Frauen
Grenoble 1968: Gold, 5 km Frauen
Grenoble 1968: Gold, 10 km Frauen
Grenoble 1968: Silber, 3 × 5-km-Staffel Frauen
- Tomas Gustafson – Eisschnelllauf (3-1-0)
Sarajevo 1984: Gold, 5000 m Männer
Sarajevo 1984: Silber, 10.000 m Männer
Calgary 1988: Gold, 5000 m Männer
Calgary 1988: Gold, 10.000 m Männer
- Bengt Gustavsson – Fußball (0-0-1)
Helsinki 1952: Bronze, Männer
- Jonas Gustavsson – Eishockey (0-1-0)
Sotschi 2014: Silber, Männer
- Jane Gylling – Schwimmen (0-0-1)
Antwerpen 1920: Bronze, 4 × 100-m-Freistil Frauen
- Anders Gärderud – Leichtathletik (1-0-0)
Montreal 1976: Gold, 3000 m Hindernis Männer
- Gösta Gärdin – Moderner Fünfkampf (0-0-1)
London 1948: Bronze, Einzel Männer
- Bertil Göransson – Rudern (0-1-0)
Melbourne 1956: Silber, Vierer mit Steuermann

### H
- Anna Haag – Skilanglauf (1-3-0)
Vancouver 2010: Silber, 15 km Skiathlon Frauen
Vancouver 2010: Silber, Teamsprint Frauen
Sotschi 2014: Gold, 4 × 5-km-Staffel Frauen
Pyeongchang 2018: Silber, 4 × 5-km-Staffel Frauen
- Carl Hagelin – Eishockey (0-1-0)
Sotschi 2014: Silber, Männer
- Gustaf Hagelin – Reiten (0-1-0)
Paris 1924: Silber, Vielseitigkeit Team
- Maria Haglund – Kanu (0-0-1)
Barcelona 1992: Bronze, Vierer-Kajak 500 m Frauen
- Göte Hagström – Leichtathletik (0-0-1)
London 1948: Bronze, 3000 m Hindernis Männer
- Lars Hall – Moderner Fünfkampf (2-1-0)
Helsinki 1952: Gold, Einzel Männer
Helsinki 1952: Silber, Team Männer
Melbourne 1956: Gold, Einzel Männer
- Ernst Hallberg – Reiten (0-0-1)
Amsterdam 1928: Bronze, Springreiten Team
- Erik Hajas – Handball (0-2-0)
Barcelona 1992: Silber, Männer
Atlanta 1996: Silber, Männer
- Jan Halvarsson – Skilanglauf (0-1-0)
Grenoble 1968: Silber, 4 × 10-km-Staffel Männer
- Clarence Hammar – Segeln (0-0-1)
Amsterdam 1928: Bronze, 8-Meter-Klasse Männer
- Sven Hamrin – Radsport (0-0-1)
Tokio 1964: Bronze, Teamzeitfahren Männer
- Mika Hannula – Eishockey (1-0-0)
Turin 2006: Gold, Männer
- Frida Hansdotter – Alpine Ski (1-0-0)
Pyeongchang 2018: Gold, Slalom Frauen
- Karl Hansen – Reiten (0-0-1)
Amsterdam 1928: Bronze, Springreiten Team
- Pia Hansen – Schießen (1-0-0)
Sydney 2000: Gold, Doppeltrap Frauen
- Holger Hansson – Fußball (0-0-1)
Helsinki 1952: Bronze, Männer
- Ingvar Hansson – Segeln (1-0-0)
Montreal 1976: Gold, Tempest Männer
- Pontus Hanson – Wasserball, Schwimmen (0-1-3)
London 1908: Bronze, Männer
London 1912: Bronze, 200 m Brust Männer
Stockholm 1912: Silber, Wasserball Männer
Antwerpen 1920: Bronze, Wasserball Männer
- Roger Hansson – Eishockey (1-0-0)
Lillehammer 1994: Gold, Männer
- Henrik Harlaut – Freestyle-Skiing (0-0-1)
Peking 2022: Bronze, Big Air Männer
- Johan Harmenberg – Fechten (1-0-0)
Moskau 1980: Gold, Degen Einzel Männer
- Curt Hartzell – Turnen (1-0-0)
Stockholm 1912: Gold, Schwedisches System Männer
- Anna Hasselborg – Curling (0-0-1)
Peking 2022: Bronze, Frauen
- Sara Hector – Ski Alpin (1-0-0)
Peking 2022: Gold, Riesenslalom Frauen
- Doris Hedberg – Turnen (0-1-0)
Melbourne 1956: Silber, Gruppengymnastik Frauen
- Ingemar Hedberg – Kanu (0-1-0)
Helsinki 1952: Silber, Zweier-Kajak 1000 m Männer
- Robert Hedin – Handball (0-2-0)
Barcelona 1992: Silber, Männer
Atlanta 1996: Silber, Männer
- Göthe Hedlund – Eisschnelllauf (0-0-1)
St. Moritz 1948: Bronze, 5000 m Männer
- Per-Erik Hedlund – Skilanglauf (1-0-0)
St. Moritz 1928: Gold, 50 km Männer
- Ture Hedman – Turnen (1-0-0)
Antwerpen 1920: Gold, Schwedisches System Männer
- Johanna Heldin – Curling (0-0-1)
Peking 2022: Bronze, Frauen
- Walfrid Hellman – Schießen (0-0-1)
Antwerpen 1920: Bronze, Armeegewehr stehend Team Männer
- Marcus Hellner – Skilanglauf (3-1-0)
Vancouver 2010: Gold, 30 km Skiathlon Männer
Vancouver 2010: Gold, 4 × 10-km-Staffel Männer
Sotschi 2014: Silber, 30 km Skiathlon Männer
Sotschi 2014: Gold, 4 × 10-km-Staffel Männer
- Nils Erik Hellsten – Fechten (0-0-1)
Paris 1924: Bronze, Degen Einzel Team
- Nils Robert Hellsten – Turnen (1-0-0)
London 1908: Gold, Teammehrkampf Männer
- Carl Hellström – Segeln (1-1-0)
London 1908: Silber, 8-Meter-Klasse Männer
Stockholm 1912: Gold, 10-Meter-Klasse Männer
- Jonatan Hellvig – Beachvolleyball (1-0-0)
Paris 2024: Gold, Männer
- Thor Henning – Schwimmen (0-3-1)
Stockholm 1912: Silber, 400 m Brust Männer
Antwerpen 1920: Silber, 200 m Brust Männer
Antwerpen 1920: Silber, 400 m Brust Männer
Paris 1924: Bronze, 4 × 200 m Freistil Männer
- Emil Henriques – Segeln (0-1-0)
Stockholm 1912: Silber, 8-Meter-Klasse Männer
- Mats Hessel – Eishockey (0-0-1)
Sarajevo 1984: Bronze, Männer
- Bengt Heyman – Segeln (0-1-0)
Stockholm 1912: Silber, 8-Meter-Klasse Männer
- Fritjof Hillén – Fußball (0-0-1)
Paris 1924: Bronze, Männer
- Martin Hindorff – Segeln (1-0-2)
Los Angeles 1932: Gold, 6-Meter-Klasse Männer
Berlin 1936: Bronze, 6-Meter-Klasse Männer
London 1948: Bronze, 6-Meter-Klasse Männer
- Konrad Hirsch – Fußball (0-0-1)
Paris 1924: Bronze, Männer
- Niklas Hjalmarsson – Eishockey (0-1-0)
Sotschi 2014: Silber, Männer
- Michael Hjälm – Eishockey (0-0-2)
Sarajevo 1984: Bronze, Männer
Calgary 1988: Bronze, Männer
- Leif Hogström – Fechten (1-0-0)
Montreal 1976: Gold, Degen Team Männer
- Stefan Holm – Leichtathletik (1-0-0)
Athen 2004: Gold, Hochsprung Männer
- Tore Holm – Segeln (2-0-2)
Antwerpen 1920: Gold, 40-m²-Klasse Männer
Amsterdam 1928: Bronze, 8-Meter-Klasse Männer
Los Angeles 1932: Gold, 6-Meter-Klasse Männer
London 1948: Bronze, 6-Meter-Klasse Männer
- Yngve Holm – Segeln (1-0-0)
Antwerpen 1920: Gold, 40-m²-Klasse Männer
- Arvid Holmberg – Turnen (1-0-0)
London 1908: Gold, Teammehrkampf Männer
- Carl Holmberg – Turnen (1-0-0)
London 1908: Gold, Teammehrkampf Männer
- Gunnar Holmberg – Fußball (0-0-1)
Paris 1924: Bronze, Männer
- Oswald Holmberg – Turnen (2-0-0)
London 1908: Gold, Teammehrkampf Männer
Stockholm 1912: Gold, Schwedisches System Männer
- Gösta Holmér – Leichtathletik (0-0-1)
Stockholm 1912: Bronze, Zehnkampf Männer
- Anders Holmertz – Segeln (0-4-1)
Seoul 1988: Silber, 200 m Freistil Männer
Barcelona 1992: Silber, 200 m Freistil Männer
Barcelona 1992: Silber, 4 × 200 m Freistil Männer
Barcelona 1992: Bronze, 400 m Freistil Männer
Atlanta 1996: Silber, 4 × 200 m Freistil Männer
- Per Holmertz – Schwimmen (0-1-0)
Moskau 1980: Silber, 100 m Freistil Männer
- Leif Holmgren – Eishockey (0-0-1)
Lake Placid 1980: Bronze, Männer
- Anna Holmlund – Freestyle-Skiing (0-0-1)
Sotschi 2014: Bronze, Skicross Frauen
- Birger Holmqvist – Eishockey (0-1-0)
St. Moritz 1928: Silber, Männer
- Knut Holmqvist – Schießen (0-1-0)
Helsinki 1952: Silber, Tontaubenschießen Männer
- Agne Holmström – Leichtathletik (0-0-1)
Antwerpen 1920: Bronze, 4 × 100-m-Staffel Männer
- Karl Holmström – Skispringen (0-0-1)
Oslo 1952: Bronze, Großschanze Männer
- Tomas Holmström – Eishockey (1-0-0)
Turin 2006: Gold, Männer
- Erika Holst – Eishockey (0-1-1)
Salt Lake City 2002: Bronze, Frauen
Turin 2006: Silber, Frauen
- Henric Horn af Åminne – Reiten (1-0-0)
Stockholm 1912: Gold, Vielseitigkeit Team
- George Horvath – Moderner Fünfkampf (0-0-1)
Moskau 1980: Bronze, Team Männer
- Johan Hübner von Holst – Schießen (2-2-1)
London 1908: Silber, Kleinkalibergewehr Team Männer
Stockholm 1912: Gold, Kleinkaliber (verschwindendes Ziel) Team Männer
Stockholm 1912: Gold, Militärrevolver Team Männer
Stockholm 1912: Silber, Kleinkaliber (verschwindendes Ziel) Männer
Stockholm 1912: Bronze, Schnellfeuerpistole Männer
- Otto Hultberg – Schießen (0-1-0)
Paris 1924: Silber, Laufender Hirsch Einzelschuss Team Männer
- Sigvard Hultcrantz – Schießen (0-2-0)
Antwerpen 1920: Silber, Kleinkaliber Team Männer
Antwerpen 1920: Silber, Armeerevolver Team Männer
- Vivi-Anne Hultén – Eiskunstlauf (0-1-0)
Garmisch-Partenkirchen 1936: Bronze, Einzel Frauen
- Lina Hurtig – Fußball (0-1-0)
Tokio 2020: Silber, Frauen
- Anders Hylander – Turnen (1-0-0)
Stockholm 1912: Gold, Schwedisches System Männer
- Ulla Håkansson – Reiten (0-0-2)
München 1972: Bronze, Dressur Team
Los Angeles 1984: Bronze, Dressur Team
- Carl Hårleman – Turnen (1-0-0)
London 1908: Gold, Teammehrkampf Männer
- Åke Häger – Turnen (1-0-0)
Antwerpen 1920: Gold, Schwedisches System Männer
- Arthur Häggblad – Skilanglauf (0-0-1)
Garmisch-Partenkirchen 1936: Bronze, 4 × 10-km-Staffel Männer
- Lennart Häggroth – Eishockey (0-1-0)
Innsbruck 1964: Silber, Männer
- Niclas Hävelid – Eishockey (1-0-0)
Turin 2006: Gold, Männer
- Johnny Höglin – Eisschnelllauf (1-0-0)
Grenoble 1968: Gold, 10.000 m Männer
- Sven Höglund – Radsport (0-0-1)
Los Angeles 1932: Bronze, Teamfahren Männer
- Gunnar Höjer – Turnen (1-0-0)
London 1908: Gold, Teammehrkampf Männer

### I
- Amanda Ilestedt – Fußball (0-1-0)
Tokio 2020: Silber, Frauen
- Ida Ingemarsdotter – Skilanglauf (1-0-1)
Sotschi 2014: Bronze, Teamsprint Frauen
Sotschi 2014: Gold, 4 × 5-km-Staffel Frauen
- Paul Isberg – Segeln (1-0-0)
Stockholm 1912: Gold, 10-Meter-Klasse Männer
- Sven Israelsson – Nordische Kombination (0-0-1)
St. Moritz 1948: Bronze, Einzel Männer
- Lars Ivarsson – Eishockey (0-0-1)
Calgary 1988: Bronze, Männer